# Гемюнден (Хунсрюк)
Гемюнден (нем. Gemünden) — община в Германии, в земле Рейнланд-Пфальц.
Входит в состав района Рейн-Хунсрюк. Подчиняется управлению Кирхберг. Население составляет 1217 человек (на 31 декабря 2010 года). Занимает площадь 10,67 км².

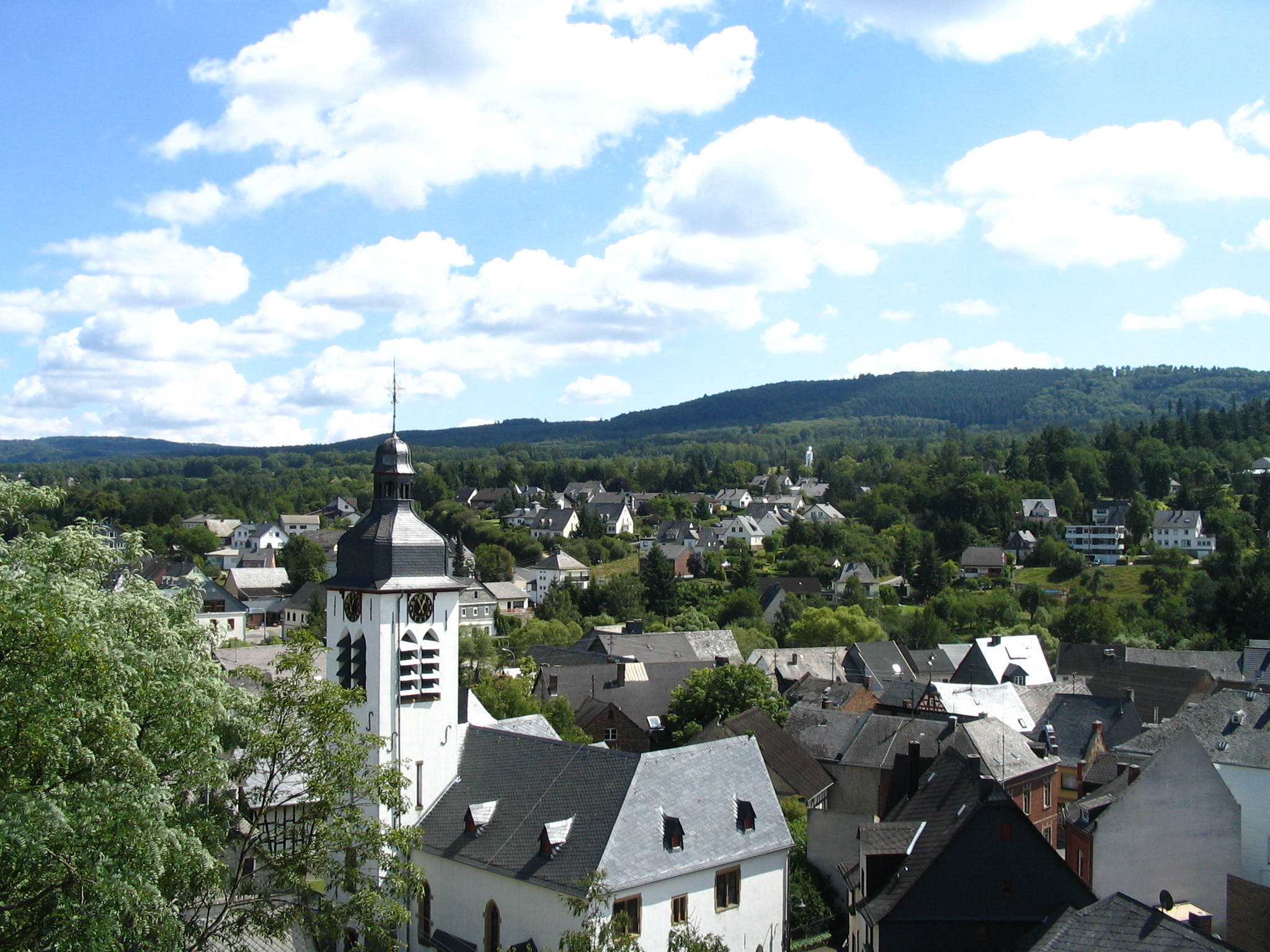
Замок
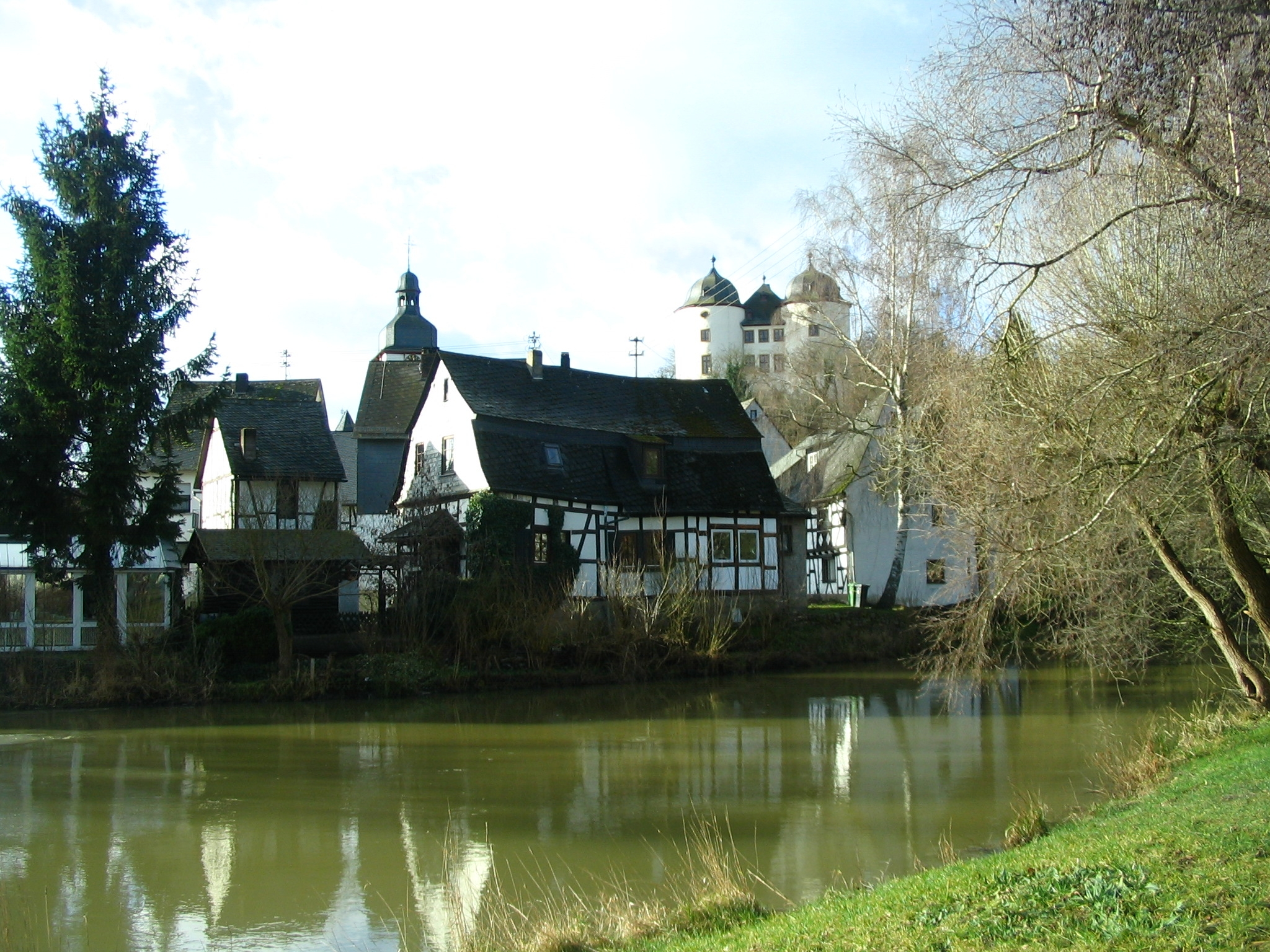
Замок

## Известные уроженцы
- Луис Вирт — американский социолог.